# Villa Casati
Pour les articles homonymes, voir Casati.
 (février 2017).
Si vous disposez d'ouvrages ou d'articles de référence ou si vous connaissez des sites web de qualité traitant du thème abordé ici, merci de compléter l'article en donnant les références utiles à sa vérifiabilité et en les liant à la section « Notes et références ».
La villa Casati est un bâtiment de Rome, situé dans le Rione XVII-Sallustiano.

## Histoire
La villa a été construite en 1906 par l'ingénieur Carlo Pincherle (père d'Alberto Moravia), pour le compte de la famille Casati Stampa di Soncino.
La villa, de style éclectique, compte deux étages, et se trouve un peu en retrait de l'axe de la rue. La façade principale est exposée au sud, elle est caractérisée par une courte partie antérieure, suivie par un pronaos avec escalier, orné de quatre colonnes d'ordre toscan en travertin et surmontée d'une terrasse entourée d'une balustrade.
La villa est inspirée par un sobre classicisme, avec une façade délimitée par des pilastres et des corniches; à l'intérieur il y a des stucs, fresques et des sols en marbre ou parquet.

## Affectations
La maison a été le théâtre de la vie mondaine de la capitale au début du XXe siècle, quand elle était la propriété de Luisa Casati. Aujourd'hui, elle sert de bureaux.